# Pigghedlene
Die Pigghedlene sind zwei Bautasteine. Sie stehen 0,5 Meter voneinander entfernt am Hegrebergveien in Stavanger im Westen der Insel Åmøy im Fylke Rogaland in Norwegen. Die meilenweit sichtbaren Steine haben abgerundete Spitzen und befinden sich auf einem kleinen Hügel zwischen den Häusern.
Der höhere Menhir ist etwa 5,0 Meter hoch, 70 cm breit und 20 cm dick und bemoost. Er hat die Form einer langen Steinplatte.
Der niedrigere Stein ist etwa 3,0 Meter hoch, 75 cm breit und 20 cm dick.
In der Nähe stehen die Bautasteine von Hegreberg und Varaberg.